# Ponte dei Martiri del 15 luglio
Il Ponte dei Martiri del 15 luglio (in turco 15 Temmuz Şehitler Köprüsü, noto anche come Ponte sul Bosforo, Boğaziçi Köprüsü) è uno dei tre ponti di Istanbul che attraversano lo stretto del Bosforo e che permettono di collegare l'Europa con l'Asia.
Il ponte si trova tra Ortaköy (sul lato europeo) e Beylerbeyi (nella parte asiatica). Gli altri due sono il ponte di Fatih Sultan Mehmet, chiamato anche il "secondo ponte sul Bosforo" situato tra il quartiere di Hisarüstü (sul lato europeo) e Kavacık (nella parte asiatica), mentre il terzo è localizzato vicino l'imboccatura nord del Bosforo, poco prima del Mar Nero, e congiunge Poyrazkoy, sulla sponda asiatica, con Garipce, su quella europea.
Si tratta di un classico ponte sospeso a cavi parabolici e impalcato sottile di tipo aerodinamico, con piloni in acciaio e pendini di sospensione inclinati che formano maglie triangolari. La sua lunghezza complessiva è di 1.510 metri per 39 m di larghezza. La distanza tra le torri (campata principale) è 1.074 m e la loro altezza sul livello della strada è di 105 m. Il ponte sul Bosforo era il quarto ponte sospeso al mondo per la lunghezza della campata, quando fu completato nel 1973 era il più lungo al di fuori degli Stati Uniti. Fu realizzato dagli ingegneri Roberts e Brown con la collaborazione dell'italiano Almerico Meomartini.
Uno dei due piloni in acciaio è stato realizzato dalla ditta Antonio Badoni Lecco.